# بانتانگو کوتو
بانتانگو کوتو (به لاتین: Bantango Koto) یک منطقهٔ مسکونی در گامبیا است که در Upper River Division واقع شده‌است. بانتانگو کوتو ۳۲۷ نفر جمعیت دارد.